# Сан-Жозе-дус-Куатру-Маркус
Сан-Жозе-дус-Куатру-Маркус (порт. São José dos Quatro Marcos) — муниципалитет в Бразилии, входит в штат Мату-Гросу. Составная часть мезорегиона Юго-запад штата Мату-Гроссу. Входит в экономико-статистический микрорегион Жауру. Население составляет 17 980 человек на 2006 год. Занимает площадь 1280,846 км². Плотность населения — 14,0 чел./км².
Праздник города — 15 июня.

## Статистика
- Валовой внутренний продукт на 2003 год составляет 91 189 946,00 реалов (данные: Бразильский институт географии и статистики).
- Валовой внутренний продукт на душу населения на 2003 год составляет 4859,58 реалов (данные: Бразильский институт географии и статистики).
- Индекс развития человеческого потенциала на 2000 год составляет 0,735 (данные: Программа развития ООН).